# Lü Bin
Lü Bin (chinesisch 呂斌, Pinyin Lǚ Bīn; * 1994) ist ein chinesischer Boxer im Halbfliegengewicht (bis 49 kg).

## Karriere
Lü begann im Alter von 12 Jahren mit dem Boxen. Mit 13 bestritt er seinen ersten Kampf. 
Nachdem Lü 2012 den 2. Platz bei den nationalen Meisterschaften errang, wurde er Mitglied der Nationalmannschaft und konnte bei einem internationalen Turnier in Ordos teilnehmen, bei dem er ebenfalls den zweiten Platz belegte. Im selben Jahr startete er bei den U-19-Weltmeisterschaften in Jerewan und wurde Weltmeister im Halbfliegengewicht. 
Bei den Asienmeisterschaften 2013 in Amman errang Lü eine Bronzemedaille, schied jedoch bei den Weltmeisterschaften im selben Jahr in Almaty nach einer Achtelfinalniederlage gegen Mohamed Flissi, Tunesien (2:1), aus. Auch bei den Asienspielen im Jahr darauf schied er bereits frühzeitig aus.

### World Series of Boxing
In der Saison 2013/2014 startete Lü für die USA Knockouts in der World Series of Boxing. Er bestritt zwei Kämpfe, von denen er einen gewann. 

### AIBA Pro Boxing
Seit dem November 2014 startet Lü Bin in dem neugegründeten Profibereich „APB“ des vom IOC anerkannten Weltverbandes AIBA. Im ersten Zyklus konnte Lü Bin zwei Kämpfe gegen Birschan Schaqypow (Kasachstan) und Mark Anthony Barriga (Philippinen) gewinnen und verlor gegen Wu Zhonglin (Volksrepublik China) und stand somit am 5. Februar 2015 im Finale der „APB“ im Halbfliegengewicht in Hongkong gegen Zhonglin Wu. Er gewann diesen Kampf mit 79:73, 79:73 und 78:74. Damit qualifizierte sich Lü für die Olympischen Spiele in Rio de Janeiro.